# Ghetto v Daugavpilsu
Ghetto v Daugavpilsu (německy Ghetto Dünaburg) vzniklo po okupaci Lotyšska nacistickým Německem v létě roku 1941 ve staré pevnosti nedaleko Daugavpilsu. Zaniklo 26. října 1942.
Daugavpils je druhé největší město v Lotyšsku a největší město regionu Latgale. Nachází se v jihovýchodním Lotyšsku na řece Daugavě. Město bylo vojensky důležité jako hlavní silniční a železniční křižovatka. Před druhou světovou válkou byl Daugavpils centrem vzkvétající židovské komunity v regionu Latgale a jedno z nejvýznamnějších center židovské kultury ve východní Evropě. V průběhu německé okupace Lotyšska byla drtivá většina Židů zabita v důsledku nacistické vyhlazovací politiky.

## Terminologie
Město Daugavpils je také známé ruským jménem Dvinsk a německým jménem Dünaburg. K mnoha vraždám souvisejícím s ghettem došlo v nedalekém lese Pagulanka, který je také hláskován jako Polulanka či Pogulianski. Ačkoli je známé jako ghetto, ve skutečnosti to byla stará tvrz proměněná ve vězení, které drželo Židy, než byli zabiti v lese Pagulanka. Podobná místa byla v Lotyšsku nazývaná „koncentrační tábory“.

## Začátek holokaustu v Daugavpilsu
V té době žilo v Daugavpils asi 12 000 Židů. Před německou armádou se dala do pohybu obrovská kolona válečných uprchlíků, nejen Židů z Litvy, ale také vojáků Rudé armády, kteří neuposlechli příkazy. Stěhovali se na SV po dálnici z Kaunasu (také známý jako Kovno) do Daugavpilsu. Uprchlíci se domnívali, že tam budou v bezpečí nebo najdou vlak směřující na východ. Někteří židovští uprchlíci se dostali až k sovětským hranicím, stráže NKVD jim však zabránily hranice překročit. Někteří byli nakonec přes hranice puštěni, ale to už bylo pro většinu pozdě.
Po několika dnech leteckého bombardování dobyla německá armáda 26. června 1941 Daugavpils. Ještě několik dní se však v nedalekém okolí bojovalo. Ve městě hořel oheň, vinu svedli nacisté na Židy. Podle oficiální zprávy EK 1b:
Během následujících dvou dní [27. a 28. června] větší část města vyhořela. Pouze malá část města byla zničena bojem. Příští dny bylo žhářstvím způsobeno několik požárů. Před odjezdem vydali Rusové prohlášení o vypalování města. Židé se rozhodně na vypálení města podíleli.

29. června 1941 na příkaz Robertse Blūzmanise, který byl jmenován Němci jako policejní šéf lotyšské policie v Daugavpilsu, byly kolem města vylepeny velké cedule oznamující v němčině, ruštině a lotyštině, že všichni židovští muži pod 60 let se musejí ráno hlásit na hlavním trhu a pokud tak neučiní, setkají se s „nejvyšším trestem“. Někteří museli pohřbívat těla civilistů a vojáků Rudé armády zabitých v boji a později mrtvé koně. Mnoho jiných si muselo vykopat vlastní hroby a jednoduše byli zavražděni.

## Počáteční zabíjení

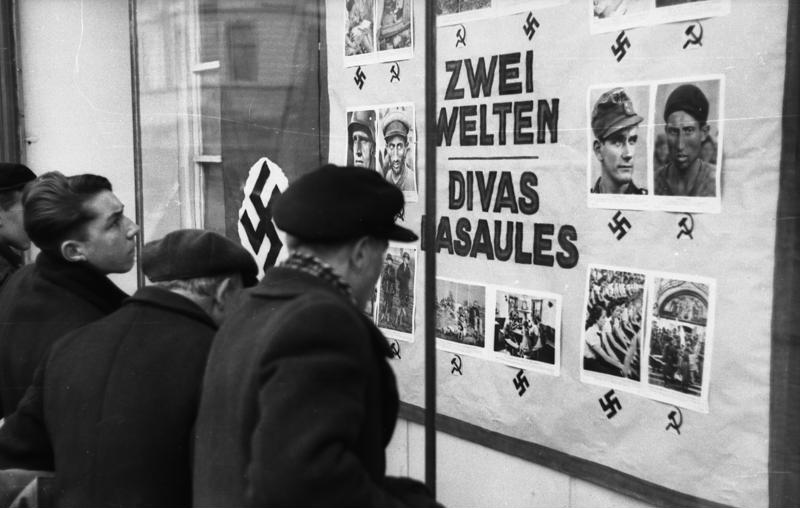
Obrázek německé propagandy znázorňující Lotyše, kteří si čtou vývěsku německé propagandy.

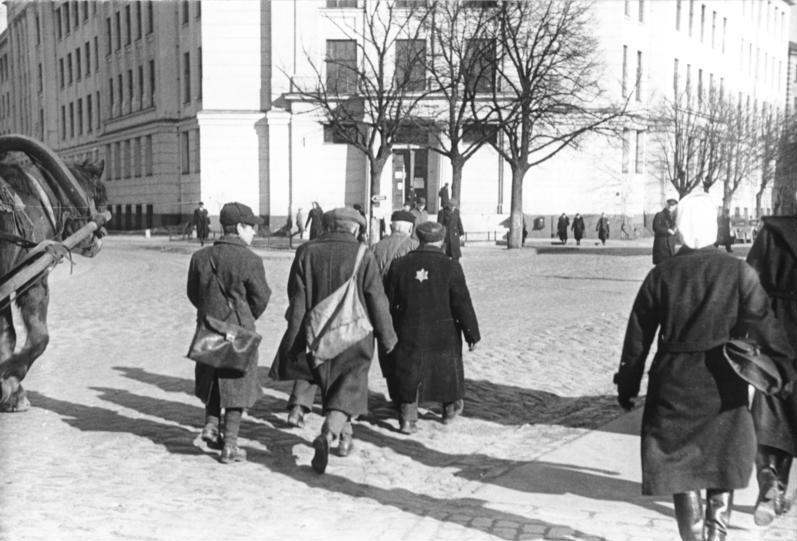
Tento obrázek je zachycen v Rize v roce 1942, ukazuje, jak v Lotyšsku museli Židé nosit žlutou hvězdu a jak chodili po silnici místo po chodníku.

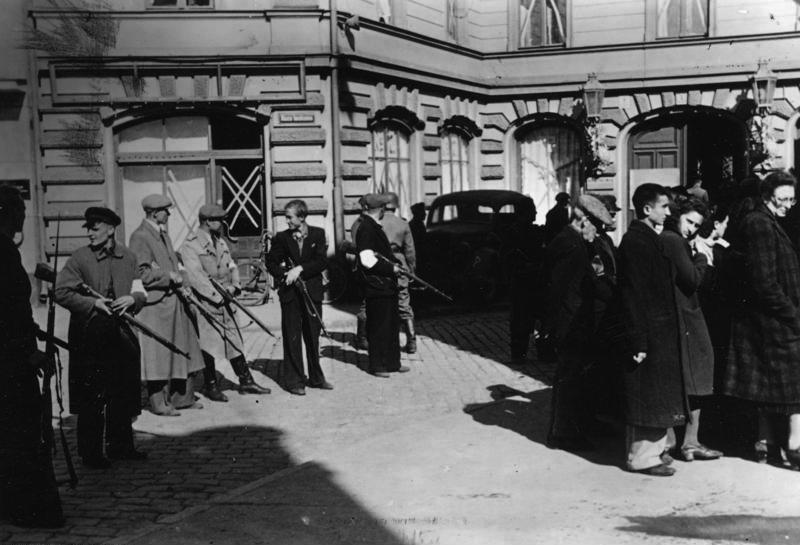
Tento snímek je pořízený v Liepāje (Lotyšsko) v červenci roku 1941 a ukazuje ozbrojené domorodé Lotyše a střílení Židů.

Masové zabíjení Židů v Lotyšsku bylo součástí celkového plánu vyvinutého německou vládou na nejvyšší úrovni. Aspekty tohoto plánu, jak byly aplikovány v Lotyšsku, tak byly použity i jinde, např.: vypálení synagog (Německo) a „ghettoizace“ (Polsko). Lotyšsko předvedlo nový vývoj holokaustu, který byl realizovaný masovými vraždami ihned po okupaci země.
SD se pokusila vyvolat místní antižidovské pocity tím, že donutila vykopat hroby Lotyšů, kteří byli zavražděni NKVD za sovětské okupace, která začala v červnu roku 1940. Toto byla celková část plánu, spojovat Židy s komunismem a Rusy, obojí byli v Lotyšsku nepopulární. Lotyšské stráže se na začátku poprav ptaly Židů, jestli si chtějí zazpívat „Kaťušu“. (Kaťuša byla populární ruská vlastenecká píseň z druhé světové války.)
28. června 1941, dva dny po pádu Daugavpilsu, nacisté shromáždili Židy v synagoze, poté je vyvedli ven a zastřelili je. Ostatní Židé byli zavražděni jen náhodně na ulici. V neděli 29. června 1941 začala německá armáda shromažďovat židovské muže v Daugavpilsu, aby je vystavila teroru, ponížení a vězení za brutálních podmínek. Němci je nutili vykřikovat "Heil Hitler" a zpívat Píseň Němců. Pozůstalí oznámili:

– Popadli Židy v ulicích Dvinsku a vzali je do vězení, kde byli několikrát mučeni. Byli nuceni lehnout si na zem a poté znova vyskočit; ti, co to nezvládli dost rychle, byli zastřeleni. (Sema Shpungin)

– Jeden z vrahů šel k mému otci a do obličeje mu křičel: „Kolik domů jsi spálil?“ a dal mu ránu svou pistolí. * * * Přišli dva Němci a začali vykřikovat, že jsme komunisté a že to je ten důvod, proč se schováváme – chtěli nás zatknout. (Paula Frankel-Zaltzman)

Němci je obvinili ze založení požáru v Daugavpilsu. Podle oficiální zprávy Stahleckera:
Po vpádu německých ozbrojených sil se v Lotyšsku Židé účastnili sabotáží a žhářství. V Daugavpils bylo Židy založeno tolik požárů, že byla velká část města ztracena. Vyhořela elektrárna. Ulice, které byly obývány především Židy, byly bez úhony.

Židé obecně a především litevští uprchlíci byli obviněni, že jsou komunisté. 8. července 1941, vydaly noviny Daugavpils (Daugavpils Latviešu Avīze) úvodník v souladu s německou snahou obvinit Židy z komunistických zvěrstev:
Nadešel čas ukončit veškeré služby Židům!!! Je třeba si uvědomit, že to byli Židé, kdo vítali Rudou armádu a zotročili, mučili a zabíjeli Lotyše během komunistické vlády.

Jak plynul čas, narostl počet lotyšské pomocné policie, která střežila vězení, kde byli drženi židovští muži. Od 8. července byla práce tak těžká, že se Židé upracovali doslova k smrti. Jeden úkol zahrnoval valení obrovských bloků kamene na vrchol kopce, další obsahoval nošení těžkých trámů několik kilometrů. Německá stráž vězně k odhodlání udeřila bičem. Později se mezi vdovami po mužích, kteří byli obklíčeni a zabiti 29. června, objevil výraz: „byl odveden do vězení tu první neděli“.

## Masakr v Železničním parku
Od 7. července 1941 zatkla lotyšská policie okolo 1250 lidí, z toho 1125 Židů, a držela je v hlavním vězení v Daugavpilsu. Erich Ehrlinger, velitel Einsatzkommanda Ib, byl souzen v roce 1960 u západoněmeckého soudu. Soud zjistil, že ke čtyřem počátečním masakrům došlo v Daugavpilsu. Dvě místa odpovídala popisu Železničního parku, který se také nazýval Železničářova zahrada, jeden masakr proběhl na cvičišti armády nedaleko Mežciemsu a další u hřbitova asi půl hodiny chůze na sever města. Profesor Ezergailis věřil, že tato místa nemusejí být soudem popsaná důkladně.
Iwens, který přežil masakr v Železničním parku, podal jeden z mála popisů. 8. července 1941 Němci donutili Židy kopat příkopy v Železničním parku. Další den začali Němci střílet a tlačit těla Židů do příkopů. Zvuky výstřelů bylo v pravidelných intervalech slyšet ve městě. Mezi zavražděnými byl muž, který se strážím snažil vysvětlit, že byl vyznamenaný veterán z německé armády z první světové války. V této operaci byli stráží Lotyši, ale vedoucí byli výhradně Němci. Jeden německý důstojník si broukal Škoda lásky, zatímco střílel lidi do zadní části hlavy. Němci naplnili celý příkop vykopaný 8. července těly lidí zavražděných 9. července. Naživu byla však ještě spousta lidí, kteří měli být zabiti. Přeživší museli kopat nové příkopy. Následující den, 10. července 1941, zabíjení pokračovalo. Pozůstalý Iwens po válce oznámil, že mu pozůstalý Haim Kuritzky sdělil, co se dělo v jámách:
U dlouhého příkopu stáli čtyři Lotyši s nabitými puškami. Německý důstojník křičel na vězně: „Čtyři z vás, pochod vpřed.“ Když došli k příkopu, Němec zakřičel „palte!“. Každý z Lotyšů vystřelil jednu kulku zblízka do hlavy na jednoho člověka. Všichni čtyři spadli do příkopu. „Další čtyři.“ Ti byli také zastřeleni. (Všechno bylo nafilmováno německými vojáky.)

Kuritsky byl zachráněn, když se ukázalo, že Němci špatně spočítali těla, která měla být umístěna v jámách:
Zbývající vězni dostali rýče a museli zakrýt příkopy hlínou, protože tam nebylo více místa. Příkopy byly plné umírajících lidí a krve. Bojovali jako ryba na suchu … mokrá, kluzká, pohybující se hromada …

Každý, kdo nepracoval dostatečně rychle, aby zakryl těla, musel si lehnout na ně a byl zastřelen německým důstojníkem, který na ně kříčel „rychleji, rychleji“ a hystericky běsnil proti Židům.
Počet zabitých je nejasný. Iwens, který se snažil přežít, řekl, že jich byly zabity „tisíce“. 11. července Němci ohlásili zabití 1 150 Židů. Němci později oddělili řemeslníky od profesionálů. Někteří řemeslníci byli drženi naživu, zatímco profesionálové byli zabiti ihned. Po masakru v Železničním parku bylo v prostoru věznice viděno jen málo Němců. Věznice byla z větší části provozována lotyšskou pomocnou policií.

## Opatření proti Židům
Blūzmanis, velitel lotyšské policie v Daugavpilsu, provedl na přání SD některá protižidovská opatření. Byl to Blūzmanis, který jednal za SD, která nařídila, že všichni Židé v Daugavpilsu, kterým je více než čtyři roky, musejí nosit žluté šesticípé hvězdy na přední a zadní části jejich oděvu. Podle Stahleckera, vedoucího Einsatzgruppe A:
Označení Židů žlutou hvězdou, která se nosila na prsou a zádech, bylo nařízeno bezpečnostní policií a bylo provedeno v krátké době na základě předpisů vydaných velitelem zázemí a později civilní správy.

 Nacisté později zakázali Židům používat chodníky, mluvit s jinými obyvateli a číst noviny. Frankel-Zaltzman oznámila, jak na ni křičeli, když ji spolu s rodiči vyháněli z domu: „Nikdo se neodváží vstoupit na chodník! Židé musí běhat uprostřed silnice jako psi!“

## Výstavba ghetta
Stavba ghetta začala 18. července 1941, jak sám Stahlecker potvrdil: „Kromě organizace a poprav začala výstavba ghett ve velkých městech v prvních dnech operace.“ Židovské nucené práce byly využity na stavu ghetta, které nebylo skutečnou bytovou čtvrtí, ale spíše otlučená pevnost na západním břehu řeky Daugavy vzdálená jen nepatrně od severozápadního předměstí Grivy naproti hlavnímu městu Daugavpils. „Když v červenci ustoupila první vlna střelby, místní Němci a jejich lotyšské protějšky zadrželi asi 14 000 Židů z Daugavpilsu a okrajových oblastí Latgale a nacpali je do staré Daugavpilské pevnosti Citadel.“

## Vynucené přesídlení do ghetta
25. července 1941 vydali Němci rozkaz, že všichni Židé budou následující den přestěhováni do ghetta. Kromě všech Židů z Daugavpilsu shromážděných 26. července 1941 pochodovali do pevnosti Židé z Litvy a okolí Daugavpilsu. Frankel-Zaltzman tu scénu popsala:
V úterý večer jsme z dálky slyšeli křik. Výkřiky přicházely blíž a blíž, až jsme zjistili, že to byl křik mučených Židů. Následující den jsme zjistili, že byli v ghettu shromážděni zbývající Židé z okolních vesnic. Ze samotného Dvinsku, poté z města Dondo, Vishkes, Krislovke, Indra, Livengoff, Nitzkol a Rigy. Obyvatelům Lotyšska bylo řečeno, že už nikdy neuvidí Žida ani v muzeu, i kdyby zaplatil dvakrát tolik.

Někteří museli ujít až 50 km. Lotyšské stráže si své příkazy vynutily tím, že bily pracovníky 4 – 5 stop dlouhými holemi. Židé byli zbiti, když se usmáli na nějakého známého židovského vězně. Očitý svědek Iwens uvedl, že „spousta žen spolu s dětmi a staršími rodiči se musela vyrovnat se smrtí svých manželů ve vězeňském masakru.“

## Pachatelé
Einsatzgruppe A byla přidělena Reinhardem Heydrichem k zabíjení Židů baltských států včetně Lotyšska. Einsatzgruppen A velel Franz Walter Stahlecker. Jednotky Einsatzgruppen fungovaly v menších oddílech známých jako Einsatzkommandos. Latgale s městem Daugavpils bylo přiděleno Einsatzkommandu 1b, které pod vedením Ericha Ehrlingera 11. července 1941 zabilo asi 1 150 lidí, většinou Židů. Od 11. července byl Ehrlingerův nástupce Joachim Hamann, který v Daugavpilsu zabil 9 012 Židů.
Šéf místní pomocné policie Roberts Blūzmanis měl na starosti místní lotyšskou pomocnou policii. Jeho rolí v zabíjení bylo omezení Židů v ghettu pevnosti Grīva a přesunout je na místa pro zabíjení. Byla zapojena lotyšská sebeobrana a Arājsovi vrazi. Vypadá to, že byla zahrnuta i lotyšské policie z Daugavpilsu. Jeden z vedoucích okrsku, Arvīds Sarkanis, otevřeně napsal o „likvidaci Židů“, která nejpodrobněji popisovala účast lotyšské policie.
Německý velitel daugavpilského ghetta Zaube v ghettu vynikal svou extrémní krutostí. Popravil ty, co porušili jeho četná pravidla, zejména ty propašované v potravinách. Na náměstí ghetta před všemi ostatními vězni je pak zastrašil a ponížil. V Daugavpilsu začala likvidace vězňů. 8. – 10. listopadu 1941 bylo zabito 3 000 lidí v Mežciemsu. Operaci vedl Obersturmbannführer (podplukovník) Günter Tabbert.
Účast místních Lotyšů na zabíjení v Daugavpilsu byla zpočátku minimální, po dvou týdnech se stala značně rozsáhlou. V Daugavpilsu byla zřízena lotyšská jednotka SD, stejně jako jednotka pomocné policie. Spolu s SD tyto organizace popravovaly, omezovaly a nakonec zabíjely Židy v ghettu v Daugavpilsu. Přesný rozsah jejich zabíjení je však nejasný, protože tam bylo pro velké zabíjení přivedeno komando Arājs z Rigy.

## Červencové a srpnové zabíjení

### Uplatnění lsti
V řeči pachatelů a obětí znamenalo německé slovo „aktion“ (doslovně akce) „masové střílení“. V Daugavpilsu akce pokračovaly nepřetržitě od konce července, kdy bylo ghetto vytvořeno, až do konce srpna. 1. srpna 1941 Židovská policie oznámila, že byl připraven nový tábor nedaleko ghetta a nařídila, aby si Židé, kteří nejsou obyvateli Daugavpilsu, sesbírali všechny věci a přestěhovali se tam. Podle Frankel-Zaltzman:
Pokud bylo do teď shromažďování špatné, po příchodu Židů z jiných částí Latgale a Lotyšska se stalo ještě horší a nesnesitelné. Velitelé ghetta však řekli, že budou mít brzy více prostoru. Byl postaven nový tábor pro nově příchozí. Během tří dnů byl vydán rozkaz, že nováčci musí jít do nového tábora.

Jiné zdroje říkají, že to byli staří a nemocní, kdo byli vyzváni na první akci 27. července 1941. Tisíce lidí se tísnilo v malé staré pevnosti jen s dvěma vodovodními kohoutky, téměř s žádným sociálním zařízením a žádným jídlem. Mnoho lidí chtělo přirozeně odejít. Byla rychle zformovaná kolona 2 000 lidí a pochodovala pod dohledem stráží lotyšské pomocné policie. O několik dní později, pravděpodobně 6. srpna 1941, byla podobná nabídka rozšířena na všechny rodiče s malými dětmi, a to s podobnými výsledky.

### Vražda v lese
Místo toho, aby šli do nového tábora, tyto kolony lidí pochodovaly k připraveným hrobům na bývalém lotyšském armádním cvičišti v lese Pogulianka nedaleko letoviska Mežciems, kde je Němci a Lotyši zastřelili a strčili jejich těla do předem vyhloubených jam. Také bylo hlášeno, že se děti nestřílely, ale jednoduše se hodily do jámy, kde byly pohřbeny zaživa. Od 28. července 1941 byli staří a nemocní lidé vyvedeni z ghetta a také zavražděni. Hroby byly pokryty tenkou vrstvou hlíny a dva lehce zranění chlapci, kteří leželi v horní části těl, se sami prohrabali ven a utekli. Využití zalesněné plochy pro zakrytí vražd bylo pro masové zabíjení v Lotyšsku typické. Vraždy v Železničním parku byly výjimkou.
Popravčí byli často opilí. Během prvních dvou týdnu v srpnu 1941 uskutečnila SD další „výběr“ v ghettu – kdo bude žít a kdo zemře. 18. a 19. srpna se konaly hlavní akce. Obecně byli vybráni nemocní, staří, matky a děti. Především tu byl masakr 400 dětí ze sirotčince. Jedinou zárukou se zdálo být, když byl člověk Němci vybraný pro práci, což vyžadovalo doklad označovaný jako Schein, který dokazoval, že osoba pracuje pro německou vojenskou jednotku. Schein však nebyl zárukou proti popravě, jediný nedostatek vedl ke smrti. Jak se jednotky posunovaly dopředu, bylo obtížnější obstarat si Schein.

### Počet obětí
Následkem různých Aktions v srpnu byla populace ghetta snížena až na 6 000 – 7 000 obyvatel. Podle nacisty Karla Jägera složka Einsatzkommanda 3 zabila v Daugavpilsu během 13. července – 21. srpna 1941 9 012 Židů. Další nacistická zpráva uvádí, že bylo popraveno 9 256 Židů do 15. října 1941. Po 22. srpnu 1941 došlo k zastavení činnosti na 10 týdnů, kdy byl převelen Hamann a Obersturmbannführer Günter Hugo Friedrich Tauber za něho vše převzal. Bylo mu 25 let.

## Život v ghettu

### Židovská správa
Ghetto nebylo ghetto ve smyslu městské čtvrti pověřené nebo vyčleněné zvykem pro Židy. Bylo to improvizované vězení pro Židy, kde byli drženi do té doby, než co byli odstraněni. Židé tvořili jejich vlastní „výbor“ (někdy překládáno jako „rada“) dvanácti vězňů, většinou to byli odborníci a známí lidé. Rada vznikla kvůli spravování vnitřních událostí ghetta, které mělo zpočátku 14 000 obyvatel. Misha Movshenzon, inženýrka, byla v čele výboru. (Jiný zdroj říká, že Movshenzon byla ve výboru a předsedou byl Mosche Galpern.) Otec Movshenzony byl odpovědný za město Daugavpils v roce 1918, kdy Němci obsadili město během první světové války. Židé jiných měst a vesnic Latgalie a provincie Vidzeme byli nuceni jít do ghetta. V ghettu byli ženy a muži odděleni. Některé příjmy z práce Židů byly přiděleny židovské radě.

### Zacházení Němců
Kvalifikovaní dělníci byli ubytováni odděleně, bylo s nimi lépe zacházeno a dostávali lepší příděly. Přeživší zaznamenali, že krutost nebyla univerzální. Iwens hlásil několik případů laskavého zacházení, např.: německý letec, který byl otřesen utrpením dětí v ghettu. S jeho bratrem (později mezi zavražděnými) Němci zacházeli dobře, když pracoval v kuchyni. Při jiné příležitosti vybralo SD na popravu lidi, kteří neměli žádnou práci. Dva němečtí vojáci však předstírali, že jsou lidé potřeba pro práci u jejich jednotky, a tak alespoň na chvíli zachránili skupinu 30 lidí. Iwens popsal situaci z jeho pohledu jako Žid, kterému bylo povoleno žít jako kvalifikovaný dělník:
Němci nás chránili, protože je pro ně naše práce užitečná; také byla pravda, že nás někteří litovali – zejména pro „své“ Židy, ty které poznali osobně. Kdykoliv Židé po nějakou dobu pracovali s řadovými německými vojáky, často se jejich vztah stal docela přátelský. U 322 byli 'Oberjude' Yasha Magid a Dr. Itzikowitz respektováni svým velitelem a tak byl Margaram u nás. Skutečnost, že Židé rozuměli němčině, zatímco spousta křesťanů ne, byla také užitečná. Neměli jsme však žádné iluze. Dříve nebo později mohl přijít příkaz a my mohli být také odstraněni.

Další pozůstalá Frankel-Zaltzman popsala, jak se poslední přeživší dozvěděli od německých vojáků, že nebudou zmasakrováni, jak se obávali, protože 26. června 1942 bylo výročí pádu Daugavpilsu:
* * * Náhle někdo zaklepal na okno. Přišel voják, aby nám sdělil, že můžeme v klidu spát. * * * „Můžete mi věřit a chci, abyste to neříkali veliteli, až vám to přijde sám oznámit, protože jsem vám neměl tuto dobrou zprávu říkat. Nejsem nepřítel Židů, vidím, jak trpíte.“ Voják odešel a my jsme nevěděli, jestli se máme radovat, protože to mohl být trik jeho velitele, abychom neutíkali před rozbřeskem. Nakonec jsme se rozhodli vojákovi věřit, protože k nám byl vždy velmi přátelský a pomáhal nám nosit jídlo pro naše bratry v pevnosti a dokonce přinášel velký kus bílého chleba pro nemocné.

Bez ohledu na to zůstaly vztahy mezi Židy a Němci při nejlepším divné: „Bez ohledu na to, jak moc se přátelil Němec s Židem, povědomí, že má jeden absolutní moc nad druhým, učinilo takový vztah nepřirozeným.“

### Individuální popravy
Německé úřady prosazovaly disciplínu v ghettu v Daugavpilsu oběšením lidí, kteří porušili několik pravidel:
V neděli, kdy nikdo nešel do práce, byl vydán rozkaz. Vypukla panika. Co teď? Všichni jsme byli na dvoře, kdy došlo k oznámení. Byli jsme vyděšení. Oznámení znělo: „Všichni jste svědkem toho, co se stane s ženou, která skrývá své židovství.“ Krásná blondýnka byla předvedena s oprátkou na krku a veřejně oběšena. Její zločin? Byla nalezena, jak si kráčí po ulici a její šál zakrývá žlutou hvězdu.

 Tyto pravidla prosazovala policie židovského ghetta. Na začátku roku 1942 policejní velitel Pasternak uskutečnil popravu, ačkoli bylo cítit, že se tomu velmi zdráhal. V tomto případě bylo tělo oběšené ženy Miny Gittelson, jejíž zločiny byly chození po chodníku a ne po silnici a nenošení židovského odznaku, vystaveno po dobu tří dnů. Jiný zdroj uvádí, že se bránila sexuálním návrhům manažera hotelu, kde pracovala, a to se obrátilo proti ní. Byla obviněna z nelegálního obchodování. 48letá Chaya Mayerová byla veřejně zastřelena před shromážděním obyvatel ghetta za výměnu kusu látky za 2 kg mouky.

### Uzavření ghetta
Několik dní po listopadovém masakru bylo ghetto uzavřeno nebo byrokratickým termínem „umístěno do karantény“. To znamenalo, že několik lidí, kteří dříve mohli po práci opouštět ghetto, již tak činit nemohli. Tímto byl odříznut způsob pašování potravin. Mnoho lidí tak zemřelo hladem. Tyfové epidemie vypukly v prosinci 1941 a v únoru 1942 zabily další obyvatele.

## Listopadové střelby
Do konce září 1941 zabili nacisté okolo 30 000 Židů zejména v malých městech Lotyšska. Tři velká populační centra Židů zůstala ještě v Rize, Liepāji a Daugavpilsu. Od 8. – 10. listopadu 1941 zabili Němci většinu ze zbývajících Židů v ghettu v Daugavpilsu. Počet obětí je zpochybňovaný. Lumans uvádí celkem 3 000 obětí. Ezergailis přijímá údaj nacistů, který činí 1 134 obětí. Tento zdroj však nejspíš odkazuje na střílení v jediném dni 9. listopadu 1941. Vraždy 3 000 lidí byly spáchány Arājsovým komandem pod německým dohledem a mohly být zamýšleny jako zkouška na mnohem větší masakr v Rumbule nedaleko Rigy 30. listopadu a 8. prosince 1941.
Pozůstalý, který pracoval v ghettu v nemocnici, později popsal scénu:
Venku se mezi tím konal „ďáblův tanec“. Střílelo se ze všech stran a nikdo nevěděl, čí hodiny se zastaví v minutě nebo ve dvou. Najednou přiběhla udýchaná zdravotní sestra a všem v nemocnici řekla, že přichází velitel ghetta s nějakými gangstery, aby našli lidi, kteří se skrývají[.] * * * Jeho křik byl slyšet z několika místností. Nemocné shodil z postelí, hledal oběti a řekl svému gangu, aby je vzali do dvora. Ti, kteří nemohli chodit, byli hned ve dvoře zastřeleni. Byl schopný toto dělat, aniž by se jeho ruka zatřásla.“

Pár lidem, kteří se ukrývali na místech jako jsou latríny a stará pevnost, se podařilo přežít. Někteří byli ukryti sestrami v nemocnici, které tak ohrožovaly sami sebe. Od července do listopadu 1941 zabili nacisti aslespoň 15 000 Židů v Daugavpilsu. Z několika tisíc obyvatel zůstalo v ghettu po listopadových střelbách naživu jen 900 lidí. Po listopadovém masakru bylo několik Židů s pracovním povolením umístěno mimo ghetto do větší starší pevnosti, která se někdy nazývala Citadel, na severní straně řeky Daugavy. Zde se prováděly různé práce pro německou armádu, přestože nebyli placeni a jídlo jim bylo vzácné, bylo s nimi zacházeno lépe než s Židy, kteří byli vězněni v ghettu. Vzhledem k tomu, že byla pevnost pod správou německé armády, lotyšské jednotky pomocné policie tu nebyly.

## Spojené lotyšské a německé jednotky
Následující jednotky německé armády byly spojené s ghettem v Daugavpilsu nebo správou nucených prací:
- Správa kasáren (Heeresunterkunft Verwaltung) č. 322. Tato organizace byla zodpovědná za dohled nad Židy pracující ve skladech, dílnách a na čistění, třídění a opravování uniforem zraněných vojáků.[71]
- Správa kasáren (Heeresunterkunft Verwaltung) č. 200. Pro tuto organizaci pracovalo čtyřicet židovských žen, jejichž povinnosti zahrnovaly úklid pokojů německých důstojníků.[71]
- Oddělení armádního stavebníhoí servisu (Heeresbaudienststelle) č. 100.[72]

## Likvidace 1. května

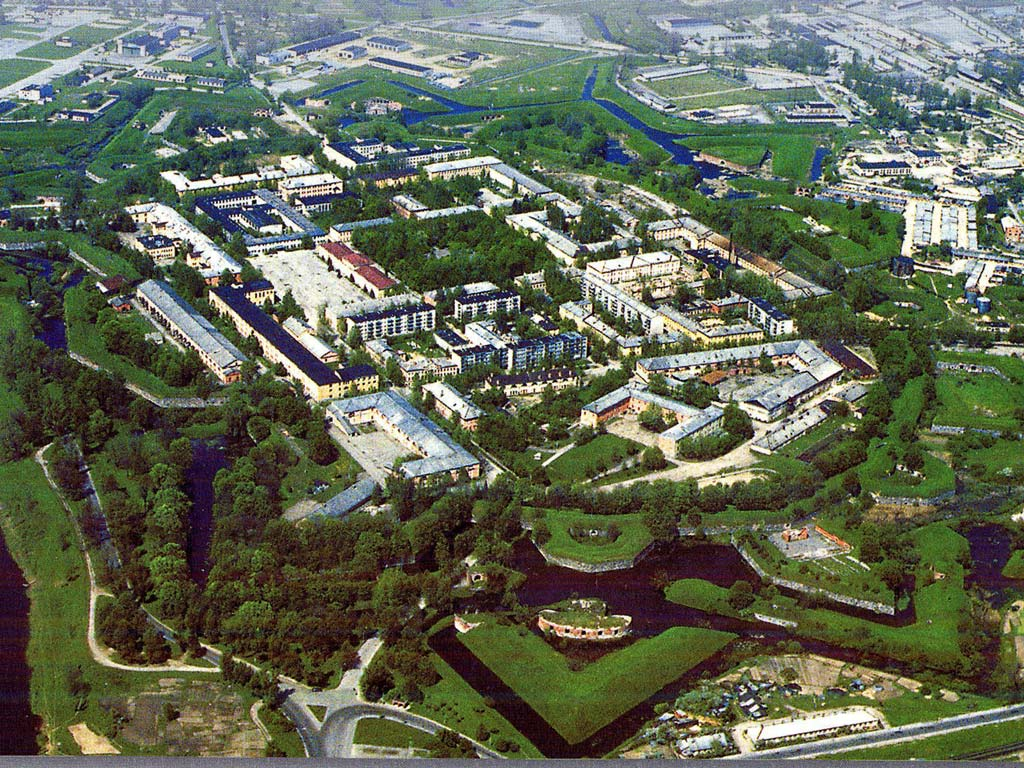
Moderní letecký snímek pevnosti v Daugavpilsu ukazuje obrovský rozsah zastaralé Bastionové pevnosti. Bylo zde umístěno jen pár Židů, většina Židů v ghettu Daugavpils byla uvězněna za řekou Daugavou v mnohem menších základnách této pevnosti.

1. května 1942 zůstalo v pevnosti/ghettu Griva okolo 1 500 pozůstalých. Rudolf Lange, velitel SD v Lotyšsku, dal příkaz Tabbertovi, aby zlikvidoval ghetto. Tabbertovi muži a Arājsovo komando vstoupili ráno do ghetta poté, co byli pracující Židé odvedeni na svá pracovní místa.
V tento den nacisté provedli další „výběr“ k zabití většiny Židů v ghettu. Jeden zdroj uvádí, že po „výběru“ z května přežilo 375 lidí. Další prameny oznamují, že zbyli pouze jeden nebo dva Židé ve staré pevnosti na západní straně řeky. Prvního května „výběr“ následoval vzor seskupení lidí, kteří měli být popraveni, potom pochodovali do lesa Pogulianka, kde byli zastřeleni a vhozeni do předem vykopaných hromadných hrobů. Podle Iwense, který byl v pevnosti a později slyšel příběh:
Lotyšské pomocné síly se zbláznily … Vyhazovaly staré a nemocné lidi okny z druhého patra, střílely ty, kteří odmítli opustit jejich pokoje a zabily několik malých dětí tak, že s nimi praštily o betonovou zeď budovy. Dokonce když se kolony připravily na odjezd, střely byly mířeny do davu lidí.

Zabíjení 1. května doprovázela mimořádná brutalita. Mimo jiné, nacisté stříleli starší děti přímo v ghettu tak, že je seřadili proti zdi a pak je zastřelili. Očitá svědkyně Maja Zarch uvedla následující:
Když jsme procházeli branami, viděli jsme louže krve, rozbité lahve a židle rozházené všude kolem … Šli jsme dál, jen abychom spatřili obrazy, které jsou nedefinovatelné. Povalovala se tu těla dětí roztrhaná na polovinu.

Po 1. květnu, kdy město padlo Němcům, bylo naživu z 16 000 Židů v Daugavpilsu pouhých 250 pracujících v pevnosti a 180 – 200, kteří pracovali ve městě. Naživu zbylo jen pár židovských dětí. (Jiný pramen tvrdí, že bylo v ghettu ponecháno 1 000 Židů.)

## Přesun do Kaiserwaldu
V pozdním říjnu 1943 se v pevnosti nacházelo ještě několik Židů, kteří pracovali pro německou armádu. 28. října 1943 nacistické a lotyšské pomocné síly zadržely tyto lidi a převezly je do koncentračního tábora Kaiserwald. Do této doby se již některým Židům podařilo nalézt nebo koupit zbraně, a tak uskutečnili odpor k této akci. Někteří zabili své rodinné příslušníky a potom sebe, aby nemuseli být odvedeni. Několik jich uniklo nebo se ukrylo s pomocí nejméně dvou německých vojáků, Liedermana a Bruendla. 26 lidem bylo povoleno zůstat v pevnosti, aby vykonávali práci pro německou armádu. 4. prosince 1943 zatkla lotyšská policie poslední Židy, zanechala jen tři, kteří byli ukryti v pevnosti.

## Čísla obětí
Přesný počet obětí není jasný. Iwens odhaduje, že v Daugavpilsu žilo 16 000 Židů a nacistickou okupaci jich přežilo jen 100. Iwens nečiní rozdíl mezi mrtvými v počátečním střílení, ghettu a koncentračním táboru Kaiserwald. Profesor Ezergailis odhaduje, že před tím, než začala nacistická okupace, žilo v Daugavpilsu a regionu Latgale 28 000 Židů. Z tohoto počtu nacisté zabili asi 20 000 lidí, 13 000 lidí bylo zabito v Daugavpilsu a 7 000 v menších městech regionu.

### Historiografie
- Dribins, Leo, Gūtmanis, Armands, and Vestermanis, Marģers, Latvia's Jewish Community: History, Tragedy, Revival (2001), dostupný na the website of the Latvian Ministry of Foreign Affairs
- Ehrenburg, Ilya, Grossman, Patterson, David, Louis, Irving, The Complete Black Book of Russian Jewry, Transaction, New Brunswick, NJ 2002 ISBN 0-7658-0069-1
- Gilbert, Martin, The Holocaust: A History of the Jews of Europe during the Second World War, Holt, New York, NY, 1987 ISBN 0-8050-0348-7
- Kaufmann, Max, Die Vernichtung des Judens Lettlands (The Destruction of the Jews of Latvia), Munich, 1947, anglický překlad Laimdoty Mazzarins k dispozici on-line na Churbn Lettland – The Destruction of the Jews of Latvia
- Lumans, Valdis O., Latvia in World War II, Fordham University Press, New York, NY, 2006 ISBN 0-8232-2627-1
- Press, Bernhard, The murder of the Jews in Latvia : 1941–1945, Evanston, Ill. : Northwestern University Press, 2000 ISBN 0-8101-1728-2
- Roseman, Mark, The Wannsee Conference and the Final Solution—A Reconsideration, Holt, New York, 2002 ISBN 0-8050-6810-4

### Osobní záznamy
- Abramowitch, Maja, To Forgive... but Not Forget: Maja's Story, 	Vallentine Mitchell, London 2002 ISBN 0-85303-432-X
- Frankel-Zaltzman, Paula, Haftling No. 94771 původně publikováno Montrealem v roce 1949, znovu publikováno v elektronické podobě do pěti částí the Montreal Institute for Genocide and Human Rights Studies Archivováno 17. 5. 2020 na Wayback Machine..
- Iwens, Sidney, How Dark the Heavens: 1400 Days in the Grip of Nazi Terror, Shengold, New York, NY 1990 ISBN 0-88400-147-4

### Souzení válečných zločinů a důkazy
- Jaeger Report, "Complete tabulation of executions carried out in the Einsatzkommando 3 zone up to December 1, 1941"
- Stahlecker, Franz W., "Comprehensive Report of Einsatzgruppe A Operations up to 15 October 1941", Exhibit L-180, zčásti přeloženo a dotisknuto Office of the United States Chief of Counsel For Prosecution of Axis Criminality, Nazi Conspiracy and Aggression, Volume VII, pages 978–995, USGPO, Washington DC 1946 ("Red Series")
- Trials of War Criminals before the Nuernberg Military Tribunals under Control Council Law No. 10, Nuernberg, October 1946 – April 1949, Volume IV, ("Green Series) (the "Einsatzgruppen case") k dispozici také na Mazel library (well indexed HTML version)